# بران عليا
بران عليا هي قرية في مقاطعة بارس أباد، إيران. عدد سكان هذه القرية هو 1,180 في سنة 2006.